# Maciej Kawęczyński

herb Ostoja

Maciej Kawęczyński, herbu Ostoja (także: Kawieczyński, w jęz. białorus.: Мацей Кавячынскi, ur. w końcu lat 20. XVI w., zm. w 1572) – polski i białoruski wydawca i drukarz, działacz reformacji na Litwie, uznawany za założyciela pierwszej drukarni na obszarze północno-wschodnich terenów Rzeczypospolitej (obecnie obszar państwa Białoruś).
Pochodził z zamożnej rodziny szlacheckiej, pochodzącej z Kawęczyna w powiecie świeckim na Pomorzu, która w XVI w. przeniosła się na Litwę. Był synem Wacława i Maruszy Zebołskiej. Po ukończeniu studiów na luterańskim uniwersytecie w Wittenberdze, przyjął kalwinizm i wrócił na Litwę do rodzinnego majątku Kuchczyce i Uzda. Protektor kalwinizmu na Litwie- książę Mikołaj Radziwiłł Czarny mianował go namiestnikiem swojego majątku w Nieświeżu.
W latach 1561–1562 założył w Nieświeżu drukarnię, której celem było drukowanie dzieł kalwińskich w językach: polskim i starobiałoruskim. Współpracowali z nim inni wybitni działacze litewskiej (białoruskiej) reformacji: Szymon Budny i Wawrzyniec Krzyżkowski (Laurencyj Kryszkowskij). Wspólnie wydrukowali ponad 10 dzieł, z których najważniejszymi były książki autorstwa Budnego w języku starobiałoruskim: Катэхiзiс (Katechizis) i Пра апраўданне грэшнага чалавека перад Богам (O usprawiedliwieniu grzesznego człowieka przed Bogiem), a także dzieła polskich reformatorów: Grzegorza Pawła z Brzezin i Marcina Czechowica.
Jednak w 1571 syn Radziwiłła Czarnego – książę Mikołaj Krzysztof Radziwiłł Sierotka, po przyjęciu katolicyzmu, nakazał zamknięcie drukarni jako „heretyckiej”. To przeszkodziło w wydrukowaniu w Nieświeżu już ukończonego tłumaczenia Biblii nieświeskiej Budnego. Wydrukowano ją dopiero w następnym roku w Zasławiu lub w Uzdzie. Wiadomo jest, że Maciej Kawęczyński zakładał w swoich posiadłościach zbory kalwińskie, m.in. w 1572 w Kuchczycach, które zlikwidowano w XVII w.